# شوپرنو
شوپرنو (به آلمانی: Schoppernau) یک منطقهٔ مسکونی در اتریش است که در ناحیه برگنتس واقع شده‌است. شوپرنو ۴۷٫۶۴ کیلومتر مربع مساحت دارد ۸۵۲ متر بالاتر از سطح دریا واقع شده‌است.